# Rudolf Bosshard
Rudolf Bosshard (1890 - ukendt dødsår) var en schweizisk roer.
Bosshard vandt bronze i dobbeltsculler ved OL 1924 i Paris (sammen med Heini Thoma). Han deltog også ved OL 1920 i Antwerpen og ved OL 1928 i Amsterdam.
Bosshard vandt desuden hele syv EM-guldmedaljer, fordelt på disciplinerne singlesculler, dobbeltsculler og otter.

## OL-medaljer
- 1924:  Bronze i dobbeltsculler